# Antoni Chłapowski
Antoni Chłapowski (ur. 15 stycznia 1855 w Ustaszewie, zm. 9 lipca 1927 w Poznaniu) – polski polityk, działacz ZLN.

## Życiorys
Urodził się w 15 stycznia 1855 w Ustaszewie jako syn Konstantego i Julii z domu Sobkowskiej. Ukończył gimnazjum w Poznaniu, maturę eksternistycznie w Wągrowcu, medycynę we Wrocławiu i Halle, doktorat w Lipsku. Od 1887 roku lekarz w Poznaniu. Członek Rady Miejskiej w Poznaniu (od 1893 roku), poseł do sejmu pruskiego (1900–1909, członek Koła Polskiego) i do Reichstagu (1903–1908 i 1912–1918, członek Koła Polskiego). Prezes i członek honorowy Towarzystwa Przemysłowego w Koronowie, radny miejski, założyciel i dyrektor tamtejszego Banku Ludowego, członek Rady Nadzorczej Banku Przemysłowców, prezes „Sokoła” w Koronowie. Od kwietnia 1919 rok wiceprezes Stronnictwa Demokratyczno-Narodowego w Księstwie Poznańskim. Powołany został na posła dekretem Naczelnika Państwa z 28 listopada 1918 roku jako poseł z byłego zaboru pruskiego, następnie 1 czerwca 1919 roku wybrany w wyborach uzupełniających w Poznańskiem.
Poseł na Sejm Ustawodawczy (1919–1922). W 1919 roku uzyskał mandat z listy nr 1 (Zjednoczone Stronnictwo Narodowe) w Poznańskim Okręgu Wyborczym II (Gniezno).
Żonaty z Adaminą z domu Ziemniewicz.
Zmarł 9 lipca 1927 roku w Zakładzie Przemienienia Pańskiego w Poznaniu.